# Applied Industrial Technologies
Applied Industrial Technologies, (NYSE: AIT), är ett amerikanskt multinationellt industriellt logistikföretag som distribuerar mer än fem miljoner produkter från fler än 4 000 tillverkningsföretag som till exempel 3M Company, The Goodyear Tire & Rubber Company och SKF. Företaget anses vara en av Nordamerikas största i sin bransch med en omsättning på nästan $2,5 miljarder för år 2012. De har verksamheter i Australien, Kanada, Mexiko, Nya Zeeland, Puerto Rico och USA.